# Giannetto De Rossi
Giannetto De Rossi (Roma, 8 d'agost de 1942 – 11 d'abril de 2021) és un maquillador, director i artista d’efectes especials italià.
Considerat un dels millors maquilladors italians, Giannetto De Rossi va ser un dels col·laboradors històrics de Lucio Fulci. Per a ell, de fet, va crear els trucs i els efectes especials de les pel·lícules de terror que s'han convertit en de culte, com ara Zombi 2, ...e tu vivrai nel terrore! - L'aldilà i Quella villa accanto al cimitero.
Estava casat amb Mirella De Rossi, també maquilladora.
La peculiaritat del seu treball és crear els efectes directament sobre els cossos dels actors, mitjançant l'aplicació de pròtesis. Utilitza principalment argila, làtex, escuma de poliuretà i plastilina.

## Biografia
De Rossi va heretar la professió de maquillador del seu avi, Camillo De Rossi, i del seu pare, Alberto De Rossi. El seu avi va ser el primer maquillador d'Itàlia. De Rossi va passar del maquillatge als efectes especials per provar nous camins.
La trobada amb Lucio Fulci va ser decisiva per a la seva carrera. La primera pel·lícula en què tots dos van col·laborar junts va ser la comèdia I maniaci, per a la qual va crear l'envelliment de Raimondo Vianello.
El 1972 De Rossi va crear el maquillatge de All'onorevole piacciono le donne, una comèdia de Lucio Fulci, interpretad per Lando Buzzanca, que va ser compost per De Rossi per fer-lo semblar al diputat de la Democràcia Cristiana Emilio Colombo, llavors primer ministre. Per a aquella pel·lícula De Rossi també va crear l'escena onírica de Buzzanca, la de les pomes que es converteixen en natges. De Rossi va crear els dibuixos i les escultures.
El 1976 es va encarregar del maquillatge de Novecento, dirigida per Bernardo Bertolucci i dels efectes especials d'Emanuelle in America, de Joe D'Amato. Per a aquesta pel·lícula, els seus efectes s'aplicaven a les escenes de la pel·lícula snuff 'descobertes' pel protagonista (incloent-hi diverses flagel·lacions sagnants, un pit tallat, efectes 'àcids' i punxons incandescents aplicats als cossos de víctimes) eren tan realistes que es van confondre amb reals i van contribuir a la llegenda urbana de l'existència real de les pel·lícules snuff. Una de les extres utilitzades per a les seqüències va declarar posteriorment que, tot i ser totalment falsos i reconstruïts, els resultats dels efectes de De Rossi eren tan plausibles que la van deixar traumatitzada durant molt de temps.
El 1979 va tornar a treballar amb Fulci, i els seus trucs i efectes especials van contribuir al gran èxit de Zombi 2. Inicialment Fulci volia fer zombis semblants als d'El despertar dels zombis de George Romero, però De Rossi es va negar, perquè els considerava poc espantosos i pàl·lid. Per tant, va decidir dur a terme el maquillatge i els efectes directament sobre els actors, i va utilitzar argila. El resultat va satisfer Fulci, i encara avui el maquillatge i els efectes de la pel·lícula es consideren excel·lents. L'anomenada "escena dels ulls" present a la pel·lícula, en la qual Olga Karlatos té l'ull travessat per una estella de fusta, es va convertir en una de les escenes més famoses de l'horror italià i una pedra angular de l'anomenada esquitxada d'ulls.
També en aquell any va crear el maquillatge i els efectes d'Apocalypse domani, una pel·lícula de terror dirigida per Antonio Margheriti, que es va fer famosa per l'escena en què Giovanni Lombardo Radice i pel forat del seu ventre es veu qui va disparar.
El 1980 va participar en Luca il contrabbandiere, de nou dirigida per Fulci. Per a aquella pel·lícula només va fer una escena, una de les més violentes: la tortura amb un bufador d'un narcotraficant. El maquillatge es va fer a la cara real de l'actriu, utilitzant la resistència d'una planxa i una galta falsa.
L'any següent De Rossi va crear el maquillatge per ...e tu vivrai nel terrore! - L'aldilà, considerada una de les millors pel·lícules de Fulci. Per aquesta pel·lícula va tornar a proposar l'escena de l'ull extirpat. La mà que sortia de la paret i li treia l'ull era seva. La pel·lícula també és coneguda per l'escena de les aranyes atacant a Michele Mirabella. Aquesta va ser l'última pel·lícula en la qual va col·laborar amb Lucio Fulci.
Posteriorment De Rossi va treballar principalment a l'estranger, participant entre d'altres L'home de la màscara de ferro, per a la qual va crear la màscara amb Leonardo DiCaprio, Dune, de David Lynch, i Haute tension, d'Alexandre Aja, amb la que va guanyar el premi al millor maquillatge al XXXVI Festival Internacional de Cinema Fantàstic de Catalunya.

## Filmografia

### Director i guionista
- Cyborg - Il guerriero d'acciaio (1989)
- Killer Crocodile 2 (1990)
- Tummy (1995)

### Maquillador
- Le ore dell'amore, dirigida per Luciano Salce (1963)
- Obiettivo ragazze, dirigida per Mario Mattoli (1963)
- I maniaci, dirigida per Lucio Fulci (1964)
- Cadavere per signora, dirigida per Mario Mattoli (1964)
- La donna del lago, dirigida per Luigi Bazzoni i Franco Rossellini (1965)
- Jo, jo, jo... i els altres (Io, io, io… e gli altri), dirigida per Alessandro Blasetti (1966)
- Svegliati e uccidi, dirigida per Carlo Lizzani (1966)
- L'amansiment de la fúria (The Taming of the Shrew), dirigida per Franco Zeffirelli (1967)
- La cintura di castità, dirigida per Pasquale Festa Campanile (1967)
- Fins que li va arribar l'hora (C'era una volta il West), dirigida per Sergio Leone (1968)
- The Invincible Six, dirigida per Jean Negulesco (1970)
- Quando le donne avevano la coda, dirigida per Pasquale Festa Campanile (1970)
- Waterloo, dirigida per Sergey Bondarchuk (1970)
- Quando gli uomini armarono la clava e... con le donne fecero din don, dirigida per Bruno Corbucci (1971)
- Els secrets de la cosa nostra (The Valachi Papers), dirigida per Terence Young (1972)
- Nonostante le apparenze... e purché la nazione non lo sappia... All'onorevole piacciono le donne, dirigida per Lucio Fulci (1972)
- La più bella serata della mia vita, dirigida per Ettore Scola (1972)
- Il prode Anselmo e il suo scudiero, dirigida per Bruno Corbucci (1972)
- Valdez il mezzosangue, dirigida per John Sturges i Duilio Coletti (1973)
- Dimecres de cendra (Ash Wednesday), dirigida per Larry Peerce (1973)
- Mussolini ultimo atto, dirigida per Carlo Lizzani (1974)
- No profanar el sueño de los muertos, dirigida per Jordi Grau i Solà (1974)
- Novecento, dirigida per Bernardo Bertolucci (1976)
- Cattivi pensieri, dirigida per Ugo Tognazzi (1976)
- Casanova, dirigida per Federico Fellini (1976)
- Estirp indomable (King of the Gypsies), dirigida per Frank Pierson (1978)
- L'umanoide, dirigida per Aldo Lado (1979)
- Zombi 2, dirigida per Lucio Fulci (1979)
- Apocalypse domani, dirigida per Anthony M. Dawson (1980)
- ...e tu vivrai nel terrore! - L'aldilà, dirigida per Lucio Fulci (1981)
- Quella villa accanto al cimitero, dirigida per Lucio Fulci (1981)
- Piranya 2 (Piranha II: The Spawning), dirigida per James Cameron (1982)
- La traviata, dirigida per Franco Zeffirelli (1983)
- State buoni se potete, dirigida per Luigi Magni (1983)
- I predatori di Atlantide, dirigida per Ruggero Deodato (1983)
- Conan el destructor, dirigida per Richard Fleischer (1984)
- Dune, dirigida per David Lynch (1984)
- Rambo III, dirigida per Peter MacDonald (1988)
- Killer Crocodile, dirigida per Fabrizio De Angelis (1989)
- Doctor M., dirigida per Claude Chabrol (1990)
- El cercle dels íntims (The Inner Circle), dirigida per Andrei Mikhalkov-Kontxalovski (1991)
- Catherine the Great, dirigida per Marvin J. Chomsky i John Goldsmith - film TV (1995)
- Dragonheart, dirigida per Rob Cohen (1996)
- Daylight, dirigida per Rob Cohen (1996)
- Kull the Conqueror, dirigida per John Nicolella (1997)
- L'home de la màscara de ferro (The Man in the Iron Mask), dirigida per Randall Wallace (1998)
- Astérix et Obélix contre César, dirigida per Claude Zidi (1999)
- Vatel, dirigida per Roland Joffé (2000)
- Les flors d'en Harrison (Harrison's Flowers), dirigida per Elie Chouraqui (2000)
- Uprising, dirigida per Jon Avnet - film TV (2001)
- Haute tension, dirigida per Alexandre Aja (2003)
- Modigliani, dirigida per Mick Davis (2004)
- Die Nibelungen, dirigida per Uli Edel - film TV (2004)
- Pompei, dirigida per Giulio Base - miniserie TV (2007)
- The Last Legion, dirigida per Doug Lefler (2007)
- Christopher Roth, dirigida per Maxime Alexandre (2010)

### Autor d’efectes especials
- Cattivi pensieri, dirigida per Ugo Tognazzi (1976)
- Emanuelle in America, dirigida per Joe D'Amato (1976)
- Piranya 2 (Piranha II: The Spawning), dirigida per James Cameron (1982)
- Doctor M., dirigida per Claude Chabrol (1990)